# Мосеусі

43°42′1″ пн. ш. 141°57′43″ сх. д. / 43.70028° пн. ш. 141.96194° сх. д.
Мосеу́сі (яп. 妹背牛町, もせうしちょう, МФА: [mose.uɕi̥ t͡ɕoː]) — містечко в Японії, в повіті Урю округу Сораті префектури Хоккайдо. Станом на 1 жовтня 2008 року площа містечка становила 48,55 км². Станом на 31 березня 2017 населення містечка становило 3082 осіб.